# George Donaghey

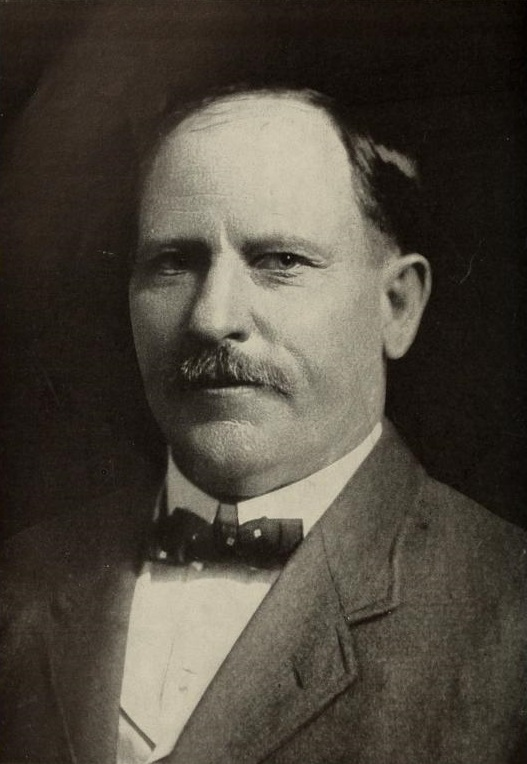
George Donaghey

George Washington Donaghey (* 1. Juli 1856 in Union Parish, Louisiana; † 15. Dezember 1937 in Little Rock, Arkansas) war ein US-amerikanischer Politiker und zwischen 1909 und 1913 Gouverneur von Arkansas.

## Frühe Jahre
George Donaghey besuchte 1882 und 1883 die University of Arkansas. Er studierte unter anderem Architektur und Ingenieurwesen. Anschließend war er in vielen Berufen tätig. Er war Lehrer, Schreiner, Architekt und Ingenieur. In Arkansas und Texas erbaute er einige Gerichtsgebäude. Er erbaute Eisfabriken und Straßen in Arkansas. Für die Eisenbahn entwarf er Wassertürme zum Auftanken der Züge und Bahnhöfe. Mitte der 1890er Jahre war er bereits ein erfolgreicher Gebäude- und Eisenbahnarchitekt. Seit 1901 arbeitete er auch am Bau des neuen Kapitols von Arkansas mit, verlor diesen Auftrag jedoch wieder. 

## Gouverneur von Arkansas
George Donaghey war Mitglied der Demokratischen Partei. Diese nominierte ihn im Jahr 1908 zu ihrem Spitzenkandidaten für die anstehende Gouverneurswahl. Eines der Hauptversprechen Donagheys war die Fertigstellung des Kapitols in der Hauptstadt Little Rock. Der Bau war wegen politischer und finanzieller Probleme ins Stocken geraten. Nach seiner erfolgreichen Wahl konnte er sein neues Amt am 14. Januar 1909 antreten. Nach einer Wiederwahl im Jahr 1910 blieb er bis zum 15. Januar 1913 im Amt. In seiner Amtszeit wurde die Verleihung von Sträflingen eingestellt. Der Gouverneur begnadigte 360 Gefangene, was in etwa die Hälfte aller Gefängnisinsassen jener Tage ausmachte. Andere Schwerpunkte seiner vierjährigen Amtszeit waren die Gesundheitspolitik, die Schulpolitik, der Ausbau des Straßennetzes vor dem Hintergrund des aufkommenden Automobilverkehrs und der weitere Ausbau der Eisenbahnen. Damals entstanden neue Krankenhäuser und Bildungseinrichtungen. Das Kapitol konnte damals aber immer noch nicht fertiggestellt werden. Noch immer scheiterte das Projekt an politischen Hindernissen und den Finanzen. Erst 1917 wurde das Gebäude vollendet. Dazu hatte Donaghey dann doch den Auftrag erhalten.

## Weiterer Lebensweg
Nach dem Ende seiner Amtszeit im Januar 1913 wurde Donaghey im Jahr 1921 Mitglied des Bildungsausschusses. Zwischen 1922 und 1926 war er Leiter der Kontrollkommission der Wohlfahrtseinrichtungen von Arkansas (President of the Board of Control of State Charitable Institutions). Er war weiterhin als Architekt tätig und er wurde Vorsitzender eines Planungsausschusses zum Bau von zwei Brücken über den Arkansas River. George Donaghey starb im Dezember 1937 in Little Rock, wo er auch beigesetzt wurde. Er war mit Louvenia Wallace verheiratet.